# 水夏A.S+ Eternal Name Vocal album since Fragment
『水夏A.S+ Eternal Name Vocal album since Fragment』（すいかエーエスプラス エターナルネーム ボーカルアルバム シンス フラグメント）は、PS2ゲーム『水夏A.S+〜SUIKA〜 Eternal Name』のボーカルアルバムである。2007年7月25日にランティスから発売された。
劇中で使用された主題歌、挿入歌が収録されている。CDジャケットには、名無しの少女が描かれている。

## 収録曲
1. Fragment〜Shooting star of the origin〜 [4:02]
歌：茅原実里
作詞・作曲：tororo、編曲：藤田淳平
2. Fragment〜Eternal Infinity〜 [4:28]
歌：miru
作詞・作曲：tororo、編曲：虹音
3. 夏がくれた贈り物 [4:41]
歌：yozuca*
作詞：稲葉エミ、作曲：川口進、編曲：佐々倉マコト
4. 未完成の物語 [5:09]
歌：Kazco
作詞：稲葉エミ、作曲・編曲：太田雅友
5. Fragment（instrumental ver.）

## 解説
| 曲名                                    | 詳細                       |
| --------------------------------------- | -------------------------- |
| Fragment〜Shooting star of the origin〜 | オープニングテーマ         |
| Fragment〜Eternal Infinity〜            | エンディングテーマ         |
| 夏がくれた贈り物                        | 「終幕」エンディングテーマ |
| 未完成の物語                            | 「終幕」エンディングテーマ |